# Jacob Sparre Schneider

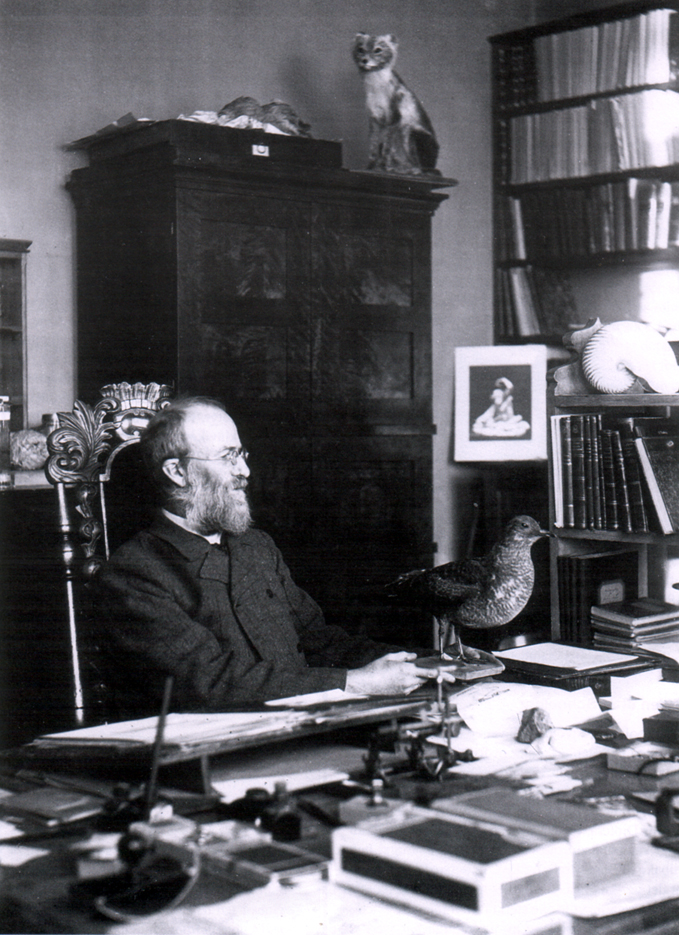
Jakob Sparre Schneider

Hans Jacob Sparre Schneider (* 11. Februar 1853 in Åsnes, Hedmark, Norwegen; † 27. Juli 1918) war ein norwegischer Zoologe und Entomologe. Er hat sich vor allem durch seine Untersuchung der Insektenfauna in Nordnorwegen verdient gemacht.
Schneider war der Sohn von Andreas Schneider (1818–1861) und Marie Lovise Jørgine Sparre (1824–1902). Er wuchs in der Region Solør auf. Nach dem Tod ihres Vaters wuchsen er und seine Schwester bei ihrem Großvater in  Bergen auf. Er besuchte die Bergen katedralskole  und schloss sie 1871 ab. Anschließend begann er ein Medizinstudium an der Universität Oslo. 1873 wechselte er zur Zoologie, Botanik und Geologie. 1874 erhielt er ein Stipendium für die Erforschung des Insektenlebens in Bergenhus amt (heute Hordaland) und ab 1876 in Nedenes und Modum.
Er wurde erster Konservator im Tromsø Museum. Diese Position hatte er bis zu seinem Tod 41 Jahre inne. Er war Mitglied der Det Kongelige Norske Videnskabers Selskab in Stockholm und der entomologischen Gesellschaften in Leiden und Frankfurt. 1904 wurde er Ritter der Ersten Klasse im Sankt-Olav-Orden. Der Berg Schneiderberget auf der Insel Edgeøya in Spitzbergen ist nach ihm benannt.